# Thierry Brana
Pour les articles homonymes, voir Brana (homonymie).
Pas d'image ? Cliquez ici

a Compétitions nationales et continentales officielles uniquement.

Dernière mise à jour le 3 mai 2020.
Thierry Brana, né le 28 août 1986 à Dax, est un joueur français de rugby à XV et de rugby à sept qui évolue au poste d'ailier.

## Biographie
Après plusieurs années à l'US Carcassonne, Brana met un terme à sa carrière professionnelle au terme de la saison 2016-2017. Il continue néanmoins sa carrière de joueur au niveau amateur, rejoignant l'AS Bédarrides-Châteauneuf-du-Pape en Fédérale 2. Il prolonge son contrat d'une saison supplémentaire à l'intersaison 2020.

## Palmarès

### En club
- Championnat de France de 2e division :
  - Champion (1) : 2007 avec le FC Auch.
- Championnat de France espoirs :
  - Champion (1) : 2007 avec le FC Auch.
- Championnat de France de 2e division fédérale :
  - Champion (1) : 2018 avec l'AS Bédarrides-Châteauneuf-du-Pape.

### En équipe nationale
- Équipe de France des moins de 21 ans : appelé au championnat du monde 2006 en France[réf. nécessaire] mais ne dispute aucune rencontre.
- Équipe de France des moins de 19 ans : participation au championnat du monde 2005 en Afrique du Sud (4 sélections, 1 essai)[réf. nécessaire].
- Équipe de France des moins de 18 ans : 4 sélections en 2004 contre le pays de Galles, l'Écosse, l'Irlande et l'Angleterre lors du tournoi des six nations (Grand Chelem)[réf. nécessaire].
- Équipe de France de rugby à sept : participation aux tournois de Hong Kong, Singapour, Paris, Londres en 2006, Hong Kong, Adélaïde, Londres, Édimbourg en 2011[réf. nécessaire].